# Чебулинский район
Чебули́нский райо́н — административно-территориальная единица (район) в Кемеровской области России и одноимённое бывшее муниципальное образование (муниципальный район, преобразованный в 2019 году в муниципальный округ).
Административный центр — посёлок городского типа Верх-Чебула.
Район расположен на севере Кемеровской области.

## История
Решением исполкома Томской губернии от 4 сентября 1924 года был образован Верх-Чебулинский район . 9 декабря 1925 года район вошёл в состав Томского округа Сибирского края. 20 июня 1930 года Верх-Чебулинский район был упразднён, его территория отошла к Мариинскому району.
18 января 1935 года ВЦИК Западно-Сибирского края принял решение об образовании Чебулинского района. В соответствии с указом Президиума Верховного Совета РСФСР от 1 февраля 1963 года «Об укрупнении районов, образовании промышленных районов и изменении подчинённости районов и городов Кемеровской области» Чебулинский район опять был упразднён, земли района вновь были переданы Мариинскому сельскому району Кемеровской области.
Указом Президиума Верховного Совета РСФСР от 30 декабря 1966 года Чебулинский район был восстановлен из части территории Мариинского района.
Законом Кемеровской области от 17 декабря 2004 года Чебулинский район также был наделён статусом муниципального района, в составе которого были образованы 7 муниципальных образований.
В августе-сентябре 2019 года Чебулинский муниципальный район был упразднён, а все входившие в его состав поселения были преобразованы путём объединения в Чебулинский муниципальный округ.
Чебулинский административный район как административно-территориальная единица области сохраняет свой статус.

## Население
| 1939    | 1959    | 1970    | 1979    | 1989    | 2002    | 2009    | 2010    | 2011    |
| ------- | ------- | ------- | ------- | ------- | ------- | ------- | ------- | ------- |
| 29 316  | ↘25 327 | ↘18 909 | ↘17 234 | ↗17 723 | ↗17 971 | ↘16 699 | ↘16 348 | ↘16 295 |
| 2012    | 2013    | 2014    | 2015    | 2016    | 2017    | 2018    | 2019    | 2020    |
| ↘15 957 | ↘15 645 | ↘15 338 | ↘15 036 | ↘14 784 | ↘14 536 | ↘14 460 | ↘14 312 | ↘14 159 |
| 2021    | 2025    |         |         |         |         |         |         |         |
| ↘13 494 | ↘12 877 |         |         |         |         |         |         |         |

### Урбанизация
В городских условиях (пгт Верх-Чебула) проживают 41,23 % населения района.

## Административно-муниципальное устройство
В рамках административно-территориального устройства области Чебулинский административный район включает 1 посёлок городского типа районного подчинения (с подведомственными населёнными пунктами, составляющими городское поселение) и 6 сельских территорий (границы которых совпадают с одноимёнными сельскими поселениями соответствующего муниципального района).
В рамках муниципального устройства Чебулинский муниципальный район с 2006 до 2019 гг. включал 7 муниципальных образований, в том числе 1 городское и 6 сельских поселений:
| № | Муниципальное образование            | Административный центр | Количество населённых пунктов | Население (чел.) | Площадь (км²) |
| - | ------------------------------------ | ---------------------- | ----------------------------- | ---------------- | ------------- |
| 1 | Верх-Чебулинское городское поселение | пгт Верх-Чебула        | 5                             | ↘5005            | 359,83        |
| 2 | Алчедатское сельское поселение       | село Алчедат           | 6                             | ↘2165            | 248,84        |
| 3 | Ивановское сельское поселение        | посёлок Новоивановский | 6                             | ↘1778            | 231,95        |
| 4 | Усманское сельское поселение         | село Усманка           | 4                             | ↘1244            | 1309,17       |
| 5 | Усть-Сертинское сельское поселение   | село Усть-Серта        | 3                             | ↗1915            | 341,48        |
| 6 | Усть-Чебулинское сельское поселение  | село Усть-Чебула       | 1                             | ↗587             | 87,52         |
| 7 | Чумайское сельское поселение         | село Чумай             | 4                             | ↘1618            | 1162,48       |

### Населённые пункты
В Чебулинском районе 29 населённых пунктов.
| №  | Населённый пункт   | Тип     | Население | Муниципальное образование            |
| -- | ------------------ | ------- | --------- | ------------------------------------ |
| 1  | 1-й                | посёлок | ↗1110     | Алчедатское сельское поселение       |
| 2  | 2-й                | посёлок | ↘33       | Алчедатское сельское поселение       |
| 3  | 3-й                | посёлок | ↘62       | Алчедатское сельское поселение       |
| 4  | 4-й                | посёлок | ↘32       | Алчедатское сельское поселение       |
| 5  | Алчедат            | село    | ↘606      | Алчедатское сельское поселение       |
| 6  | Боровой            | посёлок | 98        | Усманское сельское поселение         |
| 7  | Верх-Чебула        | пгт     | ↗5309     | Верх-Чебулинское городское поселение |
| 8  | Дмитриевка         | деревня | ↗550      | Алчедатское сельское поселение       |
| 9  | Ивановка           | село    | ↘153      | Ивановское сельское поселение        |
| 10 | Казанка-20         | посёлок | 50        | Чумайское сельское поселение         |
| 11 | Карачарово         | деревня | ↘235      | Чумайское сельское поселение         |
| 12 | Кураково           | деревня | 357       | Чумайское сельское поселение         |
| 13 | Курск-Смоленка     | деревня | 576       | Усть-Сертинское сельское поселение   |
| 14 | Михайловка         | деревня | ↘261      | Ивановское сельское поселение        |
| 15 | Мурюк              | посёлок | 13        | Усманское сельское поселение         |
| 16 | Николаевка         | село    | 676       | Усманское сельское поселение         |
| 17 | Новоивановский     | посёлок | ↗1333     | Ивановское сельское поселение        |
| 18 | Новоивановский 2-й | посёлок | ↗69       | Ивановское сельское поселение        |
| 19 | Новоивановский 3-й | посёлок | ↘94       | Ивановское сельское поселение        |
| 20 | Новоивановский 4-й | посёлок | ↘81       | Ивановское сельское поселение        |
| 21 | Новоказанка        | деревня | 179       | Верх-Чебулинское городское поселение |
| 22 | Орлово-Розово      | деревня | 149       | Верх-Чебулинское городское поселение |
| 23 | Петропавловка      | деревня | 39        | Верх-Чебулинское городское поселение |
| 24 | Покровка           | деревня | 213       | Верх-Чебулинское городское поселение |
| 25 | Усманка            | село    | 772       | Усманское сельское поселение         |
| 26 | Усть-Серта         | село    | 1316      | Усть-Сертинское сельское поселение   |
| 27 | Усть-Чебула        | село    | ↗587      | Усть-Чебулинское сельское поселение  |
| 28 | Чумай              | село    | 1291      | Чумайское сельское поселение         |
| 29 | Шестаково          | деревня | 254       | Усть-Сертинское сельское поселение   |

## Экономика
Преимущественное значение в экономике района имеет сельское хозяйство.

## Достопримечательности

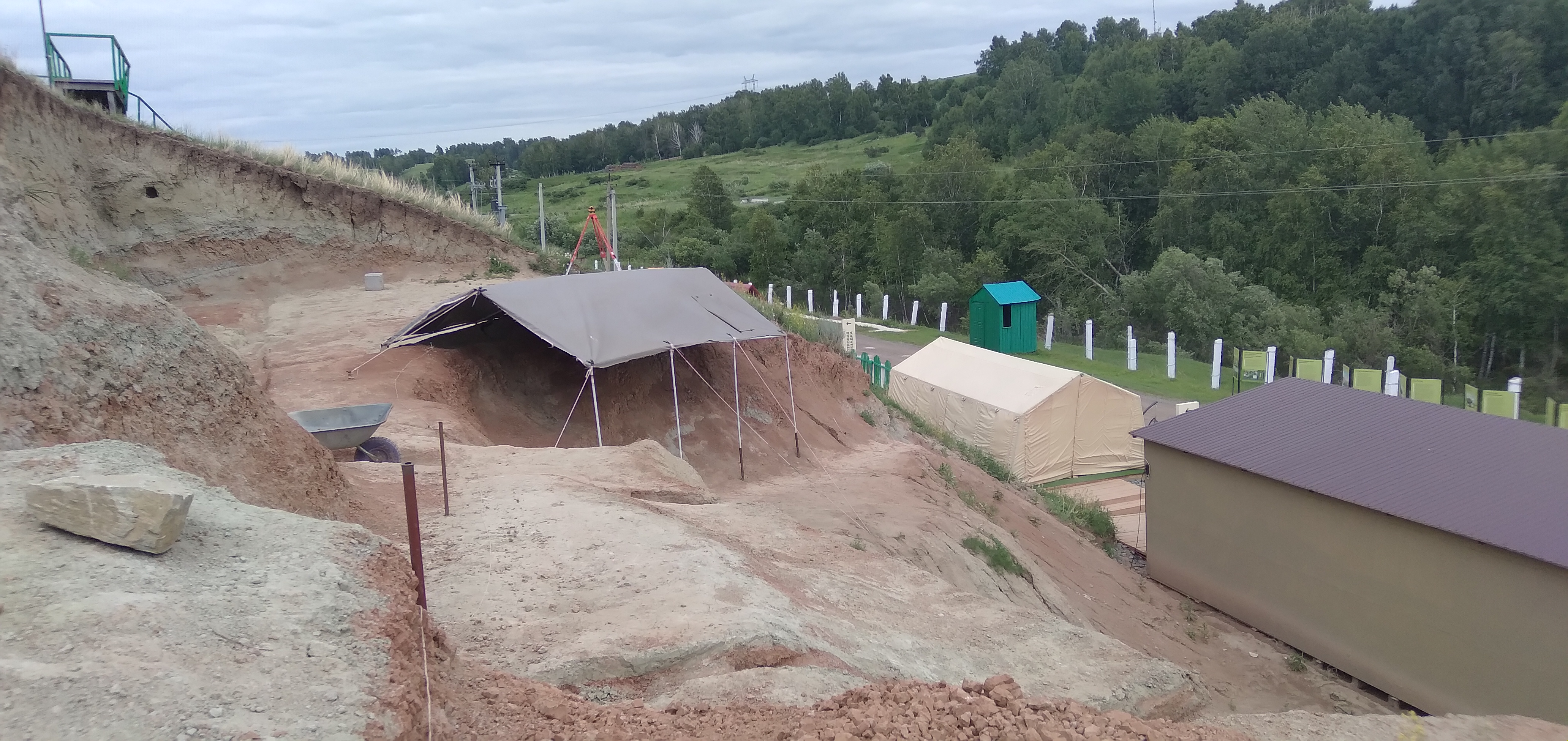
Раскоп на местонахождении «Шестаково-3»

У деревни Шестаково, на правом берегу реки Кия, находится «Шестаковский комплекс раннемеловых позвоночных». Геологическое обнажение Шестаковский Яр или «Шестаково-3» было открыто в 1953 году. В 1993 году геолог Александр Моссаковский обнаружил в его основании скелет мелкого динозавра сибирского пситтакозавра (Psittacosaurus sibiricus), жившего в раннем меловом периоде 130—100 миллионов лет назад. Точка «Шестаково-3» стала вторым местонахождением в России после Кундура под Благовещенском, где обнаружены полные скелеты динозавров. В местных отложениях найдены остатки пситтакозавров (P. sibiricus и P. sp.), завропод (Sauropoda) и хищных динозавров (теропод), включая цевку примитивной птицы (авиала) Evgenavis nobilis, а также остеодермы анкилозавров (Ankylosauria indet.). Существенную научную ценность представляет яйцо троодонтида или птицы Prismatoolithus ilekensis. Описаны два вида крокодиломорфов (Tagarosuchus kulemzini и Kyasuchus saevi), остатки ящериц, черепах, рыб, зубы тритилодонтид и млекопитающих. Возможно, пситтакозавры, крокодилообразные рептилии и другие позвоночные, живших здесь около 130 млн лет назад на берегу морской лагуны, погибли в один из сезонов, когда произошёл катастрофический подъём воды и реки вынесли в лагуну очень много глинистого материала. Целые группы животных, застигнутых врасплох, не сумели выбраться из многометрового потока грязи, залившего всю прибрежную равнину, хотя этот поток и тёк медленно.
«Шестаково-1» — самое богатое местонахождение мезозойских млекопитающих в России. Оценивается апт—альбом (~120—100 млн лет). Здесь впервые в России найден представитель симметродонтов — Yermakia domitor из семейства тинодонтид. Самым поздним из докодонтов является вид Sibirotherium rossicum из семейства теготериид. Кроме того, в «Шестаково-1» обнаружены кости стегозавров (Stegosauria indet.), гигантских завропод (Sauropoda), в том числе отнесённые к новому виду Sibirotitan astrosacralis (сибиротитан), зубы хищных динозавров (дромеозавриды, троодонтиды и пр.), коготь теризинозавра (Therizinosauria indet.), остатки лучепёрых рыб, ящериц.